# Albemarle, North Carolina
Albemarle är administrativ huvudort i Stanly County i North Carolina. Enligt 2010 års folkräkning hade Albemarle 15 903 invånare.